# Links (webbrowser)
Links is een open source tekstgebaseerde webbrowser met uitschuifbare keuzemenu's. Het kan complexe webpagina's weergeven (ondersteunt gedeeltelijk HTML 4.0, inclusief tabellen en framesets), ondersteunt kleuren en monochrome computerterminals en bezit de mogelijkheid webpagina's zowel horizontaal als verticaal te verschuiven.

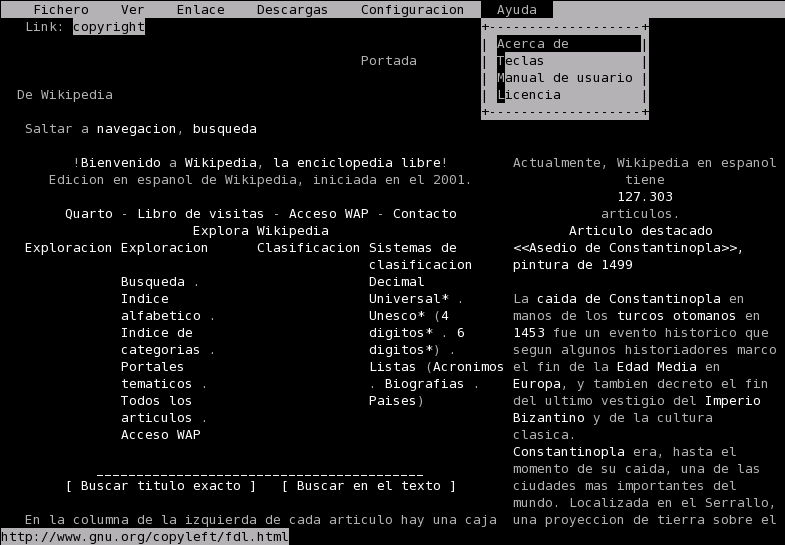
Screenshot van Links 0.99

In tegenstelling tot Lynx en w3m richt het zich op visueel georiënteerde gebruikers, die zo veel mogelijk elementen van een grafische gebruikersinterface willen behouden, zoals pop-upvensters en keuzemenu's, in een omgeving waar alleen tekst wordt gebruikt. De nadruk ligt op intuïtief gebruik.
De originele versie van Links was ontwikkeld in Tsjechië door Mikuláš Patočka. Zijn groep, Twibright Labs, ontwikkelde later een zelfstandige versie van de Links browser, genaamd Links 2, die in staat is afbeeldingen te tonen [links2 -g], lettertypen in verschillende afmetingen (met anti-kartelvorming) en ondersteuning voor Javascript. Deze browser is erg snel, maar toont veel webpagina's niet zoals deze bedoeld zijn. De grafische modus werkt op Unix systemen zonder gebruik te maken van het X Window-systeem of vergelijkbare platformen, maar maakt gebruik van SVGALib.
ELinks ("Experimental/Enhanced Links") is een programma dat is afgeleid van Links, maar zelfstandig wordt ontwikkeld, onder leiding van Petr Baudis. Het is gebaseerd op Links 0.9.
Links Hacked is een andere versie van Links, waarbij Elinks-functionaliteiten in Links 2 zijn opgenomen.